# 張猛
張 猛（ちょう もう、? - 紀元前40年）は、前漢の人。字は子游。益州漢中郡城固県の人。西域を旅した張騫の孫。

## 略歴
| 姓名           | 張猛                                                               |
| 時代           | 前漢時代                                                           |
| 生没年         | 生年不詳 - 前40年（永光4年）                                       |
| 字・別号       | 子游（字）                                                         |
| 本貫・出身地等 | 益州漢中郡城固県                                                   |
| 職官           | 太中大夫〔前漢〕→光禄大夫〔前漢〕 →槐里県令〔前漢〕→給事中〔前漢〕 |
| 爵位・号等     | -                                                                  |
| 陣営・所属等   | 元帝                                                               |
| 家族・一族     | 祖父：張騫                                                         |

元帝に仕えた。優れた才能を持ち、『書経』の大家である周堪の弟子となった。
初元3年（紀元前46年）、元帝の師であった周堪が元帝に徴用されて光禄勲となり信任されると、弟子である張猛も太中大夫となり、共に信任された。しかし周堪・張猛は当時の権力者である中書令石顕に睨まれて讒言され、張猛は槐里県令に左遷された（『漢書』劉向伝）。
永光元年（紀元前43年）、張猛は光禄大夫となっており、車騎都尉の韓昌と共に、漢に服属した匈奴の呼韓邪単于に対する使者となり、郅支単于の使者となったきり戻らない谷吉の居場所を呼韓邪単于に尋ねた。北へ帰る呼韓邪単于が約束を守るようにと、独断で漢の名においてお互いに背かない事を誓う盟を結んだ。このことは帰国してから問題となったが、元帝は厳罰にはせずに済ませ、盟も取り消さなかった（『漢書』匈奴伝下）。
永光4年（紀元前40年）、元帝は再度周堪と張猛を重用し、周堪を領尚書事、張猛を給事中としたが、再び石顕の讒言を受け、張猛は公車司馬門で自殺した（『漢書』五行志上）。